# 규슈 국제대학
규슈 국제대학(九州国際大学, Kyushu International University)은 기타큐슈시 야하타히가시구 평야 1-6-1에 있는 일본의 사립대학이다. 1950년에 설립되었고, 대학의 약칭은 구국대, 구국으로 불린다.
1950년에 야와타 대학으로서 설립되어, 1989년, 규슈 국제 대학으로 교명을 변경하였다. 규슈 육대학 야구연맹 소속이다.

## 연혁
- 1930년 규슈 법학교설립.
- 1940년 규슈 전문학교.
- 1947년 토바타 전문학교.
- 1949년 야와타 전문학교.
- 1950년 신제 야와타 대학으로서 설립.(법학부 법률학과)
- 1951년 법학부를 법경학부에, 법경학부에 경영 경제학과 증설.
- 1953년 단기대학부를 설치(1973년 3월 폐지.)
- 1989년 야와타 대학을 규슈 국제 대학으로, 국제 상학부 개설.
- 1994년 법경학부를 법학부(법률학과)와 경제학부에.
- 1996년 대학원 석사과정 개설(법학 연구과 법률학 전공)
- 1999년 지광캠퍼스와 평야 캠퍼스의 통합. 대학 기능은 모두 평야에.
- 2000년 국제상학부를 국제비지니스학과, 아시아 공생학과에 재편
- 2001년 대학원 석사과정에 기업정책연구과 개설(기업정책 전공). 법학부에 종합실천 법학과 증설.
- 2005년 국제상학부를 국제관계학부, 국제관계학과로 개편

## 학부
- 법학부
  - 법률학과
  - 종합실천법학과
- 경제학부
  - 경제학과
  - 경영학과
- 국제관계학부
- * 국제관계학과 - 영어 코스, 국제 협력 코스, 국제비지니스 코스

## 대학원
- 대학원 연구과
- 법학 연구과
- 법률학 전공
- 기업정책 연구과
- 기업정책 전공

## 부속학교
- 규슈 국제대학 부속고등학교
- 규슈 국제대학 부속중고등학교

## 교통
- JR 야와타역에서 도보로 10분
- 니시테쓰 버스는 평야 잇쵸메 또는 큐슈국제대학 입구 버스정류장 하차